# King Fahd International Stadium
King Fahd International Stadium (arabiska: أستاد الملك فهد الدولي) är en idrottsarena i Riyadh, Saudiarabien med en totalkapacitet på 63 118 sittplatser, men kan hysa upp till 67 000 åskådare. Bygget av arenan avslutades 1987. Arenan är byggd med en tältlik konstruktion med 24 kupoler, i en oval ring. Denna konstruktion gör att samtliga åskådare får en god överblick utan bjälkar som skymmer sikten.

## Sittplatser
- Kungliga paviljongen: 79 sittplatser
- VIP nr 1: 106 sittplatser
- VIP nr 2: 576 sittplatser
- VIP nr 3: 576 sittplatser
- Klass I: 6060 21 027 sittplatser
- Klass II: 34 694 sittplatser

### Fotnoter
1. ↑  ”King Fahd International Sports Stadium”. Saudi Arabian Market Information Resource. Arkiverad från originalet den 13 november 2011. https://web.archive.org/web/20111113083415/http://www.saudinf.com/main/h52.htm. Läst 12 januari 2013.